# Kiss Szaléz
Kiss Szaléz (eredetileg: Kiss László; Szeged, 1904. július 27. – Sopronkőhida, 1946. december 10.) ferences rendi szerzetes, koncepciós perben elítélték és kivégezték. Rendtársai a gyónási titok vértanújaként tisztelik.

## Fiatalkora
P. Kiss Szaléz egy szegedi cipészmester gyermekeként látta meg a napvilágot. Szüleit hamar elvesztette, de ennek ellenére iskolát végzett, elhatározta, hogy szerzetes lesz. 1928-ban pappá szentelték, majd Pécsett tanított. Szeretett volna missziós tevékenységet végezni, de beteges alkata miatt erre nem volt lehetősége. Lemondóan jegyezte be naplójába: „…nyavajás vagyok, hogyan mehetnék misszióba?” 1929-ben Budapestre utazott orvosi vizsgálatra, ahol általános gyengeséget, idegességet és szívgyengeséget állapítottak meg nála.
Nevével gyakran lehetett találkozni az 1930-as évek modern hangvételű katolikus újságjában, a Korunk Szavában. Nemzete iránti elkötelezettségéből fakadóan sokszor kemény szavakkal ostorozta a magyar politikai és egyházi vezetést és a katolikus társadalmat. 1934-ben rövid időre Jászberénybe került, majd egy éles hangú cikke miatt el kellett vállalnia egy amerikai missziót.
Így lett az angolul egyébként nem beszélő szerzetesből 1937 tavaszától New Brunswick plébánosa. Öt évet töltött Amerikában, azonban itt sem tétlenkedett: társszerkesztője volt az Amerikai Magyarok Vasárnapjának, publikált az amerikai Magyar Népszavában, de Magyarországon is jelentek meg írásai. Nem szerette Amerikát: „Idegennek, otthontalannak érzem magam. Kevés itt a lélek, kevés itt a szellem. A beszédeket a legegyszerűbb nívón kell mondanom.” Mindig visszavágyott szülőföldjére, s a háború kitörése után, mikor mások menekültek az országból, ő az utolsó pillanatban hazaindult. 1942 januárjában az utolsó Európába induló személyszállító hajóval hazatért.

## A háború alatt
Miután hazatért, Debrecenben lett házfőnök és plébános. Szemben állt minden elnyomó rendszerrel, ezért nem meglepő hát, hogy a németekkel szembeni bátor kiállása miatt kis híján a Gestapo áldozata lett. Egy áthelyezés azonban ekkor még megmentette. Így került Gyöngyösre, ahol a teológusok magisztere és a ferences Hittudományi Főiskola pasztorális tanszékének tanára lett.

## A háború után
A háború után munkásságának új helyszínén ismét munkába fogott. Az ifjúsággal való foglalkozást tartotta legfontosabb feladatának. Ehhez elsőként egy hatékony szervezetre volt szüksége. Ezért megalakította a katolikus valláserkölcsi alapon működő, autonóm ifjúsági szervezetek csúcsszervezetét, a Keresztény Demokratikus Ifjúsági Munkaközösséget, a KEDIM-et. A közösség nagy sikerrel működött. Erről maga Szaléz atya letartóztatása előtt tíz nappal így írt az Amerikában működő Benignus páternek: „Nekem is van itt hatalmas ifjúsági szervezetem, a KEDIM. Főképp középiskolás felsős fiúk-lányok és akik az érettségi után tovább nem mennek. Nagyon szegények vagyunk, de azért lassan alakul és szépül mindenünk. Minden vasárnap van közös kultúrnapunk, melyen 300-400, néha 500-600 fiú és leány vesz részt. Olyan vitaestjeink vannak, hogy csak úgy porzanak bele a falak. Készül és alakul az új magyar demokrácia. Kérek részünkre is sok imát.”
A KEDIM-et már 1945 nyarán támadások érték, különösen, hogy a baloldali MADISZ (a Magyar Demokratikus Ifjúsági Szövetség) tagsága folyamatosan csökkent. P. Kiss Szalézt már ekkor beidézték kihallgatásra a gyöngyösi rendőrfőkapitányságra, ekkor azonban még elengedték. A támadások kapcsán a páter kifejtette, hogy „Az ifjúságért újabb harc indult.” Azt vallotta viszont, hogy az egyház elsődleges joga és kötelessége a fiatalok erkölcsi életre való nevelése. Úgy fogalmazott, hogy: „Kereszténységünk és magyarságunk egyaránt szent nekünk, s ezeknek az értékeknek a védelmében mindenre készek vagyunk.”
A KEDIM sikerei egyre erősebb ellenszenvet váltottak ki a baloldalon, ráadásul tartani lehetett attól, hogy a dinamikusan fejlődő mozgalom, élén a tettre-kész páterrel, országos szinten is tényezővé válik. Páter Kiss Szaléz, aki ráadásul tagja, majd alelnöke lett a helyi Kisgazdapártnak egyre nagyobb veszélyt jelentett a kommunista pártra. A páter elnémítása rövidesen tehát elsőrendű feladattá vált. Ehhez jött kapóra néhány gyöngyösi fiatal bosszúhadjárata a városban garázdálkodó orosz katonák ellen.

## Elítélése
1946. április 28-án, húsvét vasárnapján P. Kiss Szalézt több tucat fiatallal együtt elhurcolták. A szerzetes elleni fellépéshez az szolgált ürügyül, hogy néhány fiatal fiú szovjet katonák ellen merényleteket követett el 1945-46 folyamán Gyöngyösön és környékén. Már az áldozatok számát illetően sem volt azonban megegyezés. A magyar jelentések szerint négy, a szovjet álláspont szerint öt merényletet követett el három tizenéves fiú, Kizmann Ottó vezetésével. A 18 éves Kizmann Ottót – akinek sváb származását minden jegyzőkönyv kiemeli – személyes bosszú vezette, amit akkor fogadott, mikor édesanyját – mások szerint húgát – szeme láttára megerőszakolták a mátraaljai bortól megrészegült orosz katonák. A kommunisták ezeket az állítólagos gyilkosságokat használták fel első, nagyszabásúnak ígérkező támadásukhoz a Kisgazdapárt és a katolikus egyház ellen. Eszerint a bűncselekmények elkövetésére P. Kiss Szaléz biztatta a hozzá rendszeresen járó, s a KEDIM-hez valamilyen módon kapcsolódó fiúkat. A kierőszakolt vallomások szerint a bűncselekmények után, gyónások alkalmával a páter feloldozta a fiatalokat, aztán fegyvert szerzett nekik a további merényletek elkövetéséhez. A fegyveres összeesküvés vádjának alátámasztásához persze szükség volt tárgyi bizonyítékokra is. A jegyzőkönyv szerint 11 letartóztatottnál találtak német és orosz fegyvereket, összesen öt pisztolyt, hét kézigránátot, tíz puskát, néhány lövedéket, egy német bemérő műszert és egy pisztolytáskát. Az indoklás szerint ezzel akarták tehát a veszedelmes fasiszta merénylők megdönteni a demokratikus rendszert.
Varga László kapott felkérést a budapesti ferences rendfőnöktől, hogy vállalja el P. Kiss Szaléz védelmét. Beszámolt arról, hogy a megbízást követő napon már a Markó utcai fogházban volt, ahol átadta meghatalmazását, de a letartóztatottak névjegyzékében P. Kiss Szaléz nevét nem találták. Ezek után tovább kereste védencét a Pest vidéki fogházban, a Fő utcában, majd a kőbányai gyűjtőfogházban is. Ám hiába kereste, egyik helyen sem találta. Végül a népügyészség vezetőjéhez, Ferencz Tiborhoz fordult, aki véletlenül kibökte, hogy Szaléz atyát átadták a szovjet katonai hatóságoknak, s biztos, hogy többet nem látja életben. A védelemmel megbízott ügyvéd még egy kísérletet tett védence megtalálására. Felkereste egy régi ismerősét az Igazságügy-minisztériumban, aki azonban közölte, hogy semmit nem lehet tenni, hiszen a békeszerződésig a megszállók azt cselekszenek, amit akarnak.
P. Kiss Szalézt először az Andrássy út 60-ban, a mai Terror Házában kezdték vallatni. A vallatás során kegyetlenül, válogatott módon kínozták, amellyel még a nyilasok vallatási módszereit is felülmúlták. Végül aztán a szovjet katonai bíróság golyó általi halálra ítélte P. Kiss Szalézt, Kizmann Ottót, Bodnár Lászlót és Kiss Sándort. A bíróság még magyarul sem tudott, az ítéletet mutogatással hozták a vádlottak tudomására. Az öt halálra ítélten kívül a többi vádlott 7-10 év kényszermunkára ítéltetett, amelyet a Szovjetunióban kellett letölteniük.
A szovjet hadbíróság 1946. december 10-én ítélte halálra Sopronkőhidán. Még aznap megásatták vele saját sírját, és kivégezték.

## Emlékezete
Gyöngyösön az egykori Marx Károly utca ma Kiss Szaléz nevét viseli. A ferences rendház falán emléktábla áll, melyet minden év szeptember 28-án koszorúznak meg az egykori rabok. P. Kiss Szalézt 1993-ban rehabilitálták. 2011. november 27-én Erdő Péter bíboros beindította a boldoggá avatásához szükséges egyházmegyei vizsgálatot.

## Művei
- A New Brunswicki Szt. László Róm. Kath. Hitközség 35 éves, a Szt. László Iskola 25 éves jubileumi emlékkönyve / Souvenir book of the 35th anniversary of the St. Ladislaus R. C. Church and the silver jubilee of the St. Ladislaus School; összeáll. Kiss Szaléz; Walyus Press, New Brunswick, 1939
- Mindent az Istenért! Lechner Mária Franciska alapítóanya egyénisége; Magyarok Vasárnapja, Detroit, 1942